# Banda de música municipal de Valga
La Banda de Música Municipal de Valga es una banda de música española natural de Valga, Pontevedra que hizo su presentación oficial en el 1999 en el "I Festival Letras Gallegas" de Valga. Desde los comienzos de la agrupación su director es Manuel Villar Touceda
Se trata de una de las bandas de música más jóvenes y con mayor éxito de crítica, hecho que le ha valido para posteriormente participar en numerosos festivales nacionales e internacionales, así como para conseguir numerosos premios en diferentes certámenes de bandas de música populares. 

## Historia

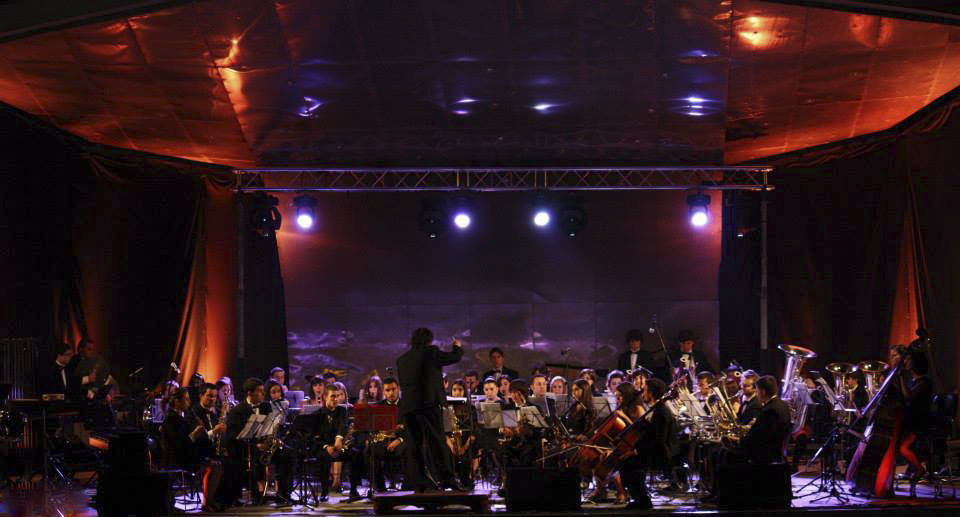
La Banda de Música Municipal de Valga en concierto en Vila Nova da Cerveira (Portugal)

La Banda de Música Municipal de Valga parte de una base: fuerte, dinámica y en continua expansión como es la Escuela de Música Municipal de Valga. Dicha Escuela fue inaugurada en 1996 como único centro de este tipo en la zona, que contó ya desde el principio con más de 50 alumnos que gracias al trabajo de 2 profesores se formaron en los primeros rudimentos de la práctica musical. 
Esta experiencia muy pronto dio sus primeros frutos y en 1999 el número de alumnos que acudían a sus clases, había ascendido a 130 al igual que el de los profesores, 15 para las más variadas especialidades musicales. De forma paralela a este desarrollo, se fueron implementando otras actividades: agrupación coral, grupo de viento-madera, grupo de viento-metal, grupo de percusión, grupo Orff, Big Band y Big Band infantil, y como mayor actividad, la Banda de Música, la cual, con el paso del tiempo promovió la creación de la Banda de Música Juvenil y de la Banda de Música Infantil de Valga donde se forman los futuros músicos de esta agrupación. En la actualidad, la Escuela continúa su expansión, en especial, entre los más pequeños, desenvolviendo clases para alumnos a partir de 2 años.
El concierto de presentación de la Banda de Música Municipal de Valga, tuvo lugar en el I Festival Letras Gallegas del año 1999 celebrado en Valga con un gran éxito de crítica que posteriormente la ha llevado a participar en numerosos festivales y conciertos por toda la geografía nacional e internacional: Luarca, León, Zamora, Palencia, Segovia, Tarragona, Madridejos (Toledo), Guecho (País Vasco), Troviscal (Portugal), Estarreja (Portugal), Viana do Castelo (Portugal), Vila Nova de Cerveira (Portugal) y Madrid el cual fue uno de los conciertos más importantes ya que actuaron en el Quiosco de la Música del Parque del Retiro dentro del ciclo de conciertos de la Banda Sinfónica Municipal de Madrid, Bandas al fresco

## Actividades

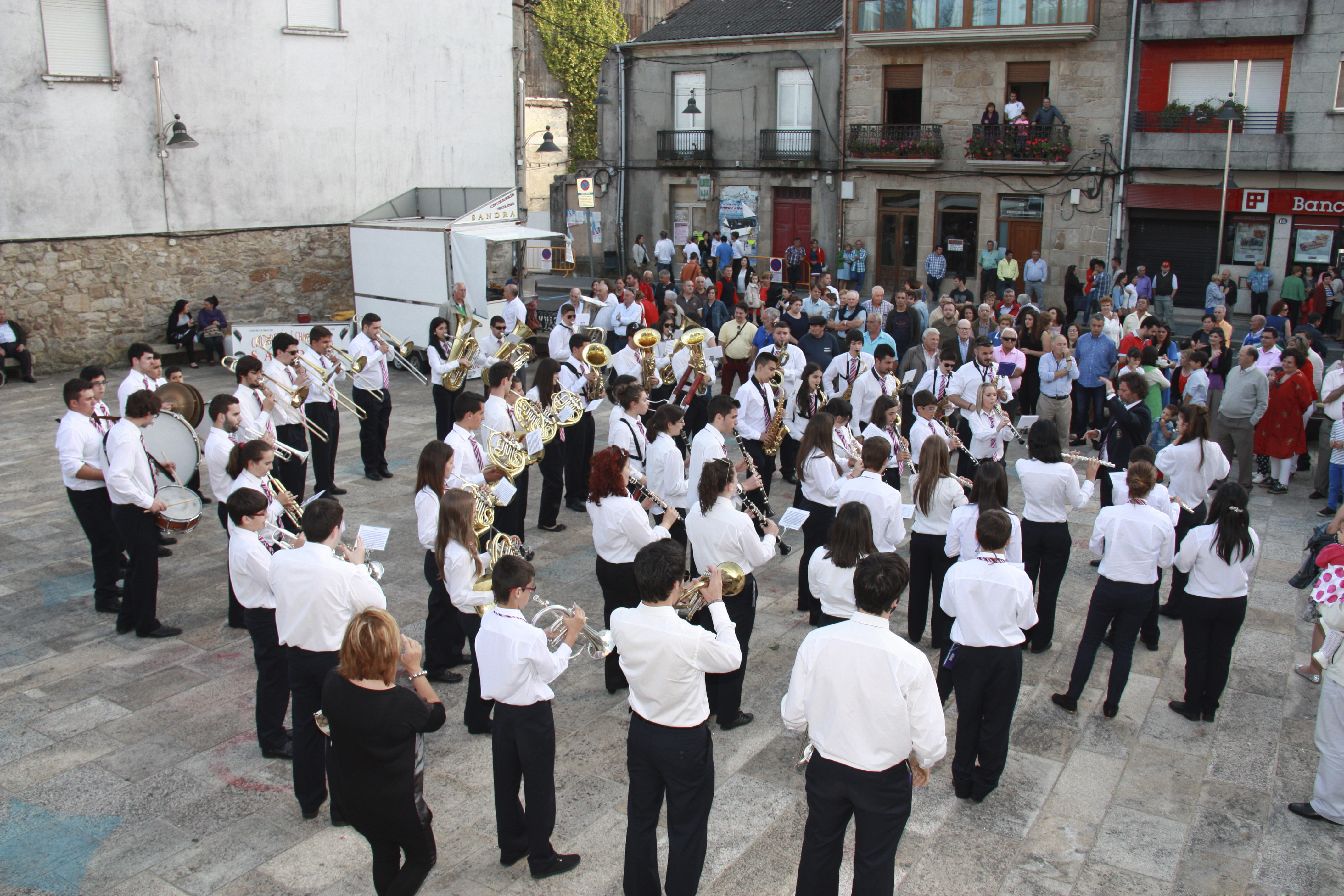
La Banda de Música Municipal de Valga en un concierto popular de la fiesta de la Virgen del Carmen en Puentecesures

La banda de música organiza anual y mensualmente diferentes actividades culturales como conciertos de todo tipo, además de sus actuaciones en intercambios culturales y fiestas populares.

### Campamento Musical
Entre sus actividades anuales, destaca el Campamento Musical celebrado todos los veranos desde el año 1999 en los más diversos lugares de la geografía nacional e internacional: Allariz, Puertomarín, Luarca, León, Zamora, Palencia, Segovia, Tortosa, Badajoz, Alcalá de Henares, Bilbao, Viana do Castelo (Portugal), Vila Nova de Cerveira (Portugal), Madrid, Orense y Oviedo.

### Música con Nuestras Bandas
Otra actividad mensual es la organización del ciclo Música con Nuestras Bandas (en gallego: Música coas Nosas Bandas) que ya cuenta con su IV edición, y que mes tras mes programa un concierto de alguna de las mejores bandas de música gallegas en el Auditorio Municipal de Valga.

### Música en las Iglesias
Una de sus actividades mensuales que realiza junto con la colaboración del Ayuntamiento de Valga es el ciclo de música de cámara, Música en las Iglesias (en gallego: Música nas Igrexas) que también ya cuenta con su IV edición y programa pequeños conciertos en las iglesias y capillas del ayuntamiento todos los meses.

### Directores Invitados
Desde el año 2009 desenvuelve anualmente un programa de conciertos bajo la batuta de directores invitados. La banda ha sido dirigida por los directores: 
- Xosé Carlos Seráns Olveira (2009).
- Javier Morgade Dobaño (2010).
- David Fiuza Souto (2011).
- Fernando Rodrigo Serral (2012).
- Carlos Cabaleiro López (2013).
- Adriana Tanus y Carles Lorente (ambos en el año 2014).
- Alberto Arribas García (2015).
- Diego Fortes (2016).
- Pere Molina (2017)

## Asociación CulturalMUSIVAL
Como elemento dinamizador y organizador de todas estas actividades nacía el 27 de marzo de 2002 en el Ayuntamiento de Valga la Asociación Cultural Musival, que gracias a las aportaciones de sus asociados numerarios y colaboradores (más de 300), promueve la música y otras actividades afines dentro del Ayuntamiento de Valga y su entorno más próximo.

## Discografía
La Banda de Música Municipal de Valga también cuenta con producción musical, ya que ha grabado dos discos hasta la fecha.
- Melodías Populares (2005), disco presentado durante una gira por Buenos Aires, Argentina.
- Melodías do Mundo (2011).

## Premios y reconocimientos
Certamen Provincial de Bandas de Música, Diputación de Pontevedra

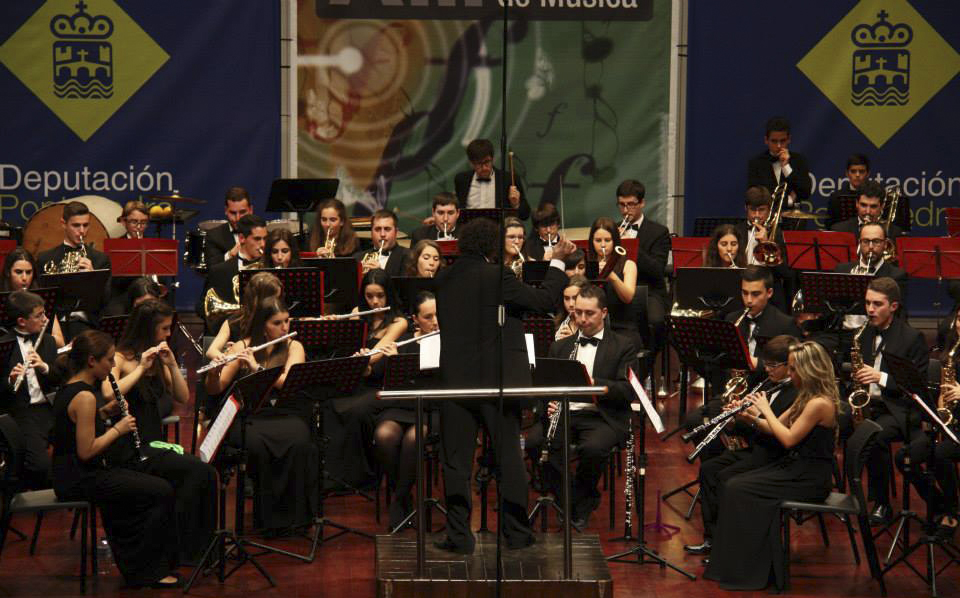
Banda de Música Municipal de Valga en el XIII Certamen de Bandas de Música Diputación de Pontevedra

- 2005 3º Premio en la 3ª Sección del V Certamen Provincial de Bandas de Música, Diputación de Pontevedra.
- 2006 2º Premio en la 3ª Sección del VI Certamen Provincial de Bandas de Música, Diputación de Pontevedra.
- 2007 1º Premio y Mención de Honor en la 2ª Sección del VII Certamen Provincial de Bandas de Música, Diputación de Pontevedra.
- 2009 3º Premio en la 1ª Sección del IX Certamen Provincial de Bandas de Música, Diputación de Pontevedra.
- 2010 2º Premio en la 1ª Sección del X Certamen Provincial de Bandas de Música, Diputación de Pontevedra.
- 2011 2º Premio en la 1ª Sección del XI Certamen Provincial de Bandas de Música, Diputación de Pontevedra.
- 2012 2º Premio en la 1ª Sección del XII Certamen Provincial de Bandas de Música, Diputación de Pontevedra.[11]
- 2014 3º Premio en la 1ª Sección del XII Certamen Provincial de Bandas de Música, Diputación de Pontevedra.

Certamen Gallego de Bandas de Música, Junta de Galicia
- 2007 1º Premio en la 2ª Sección del I Certamen Gallego de Bandas de Música Populares, Junta de Galicia.[12]
- 2008 3º Premio en la 1ª Sección del II Certamen Gallego de Bandas de Música Populares, Junta de Galicia.
- 2009 1º Premio en la 1ª Sección del III Certamen Gallego de Bandas de Música Populares, Junta de Galicia.[13]
- 2010 3º Premio en la 1ª Sección del IV Certamen Gallego de Bandas de Música Populares, Junta de Galicia.Banda de Música Municipal de Valga en el VII Certamen Gallego de Bandas de Música Populares

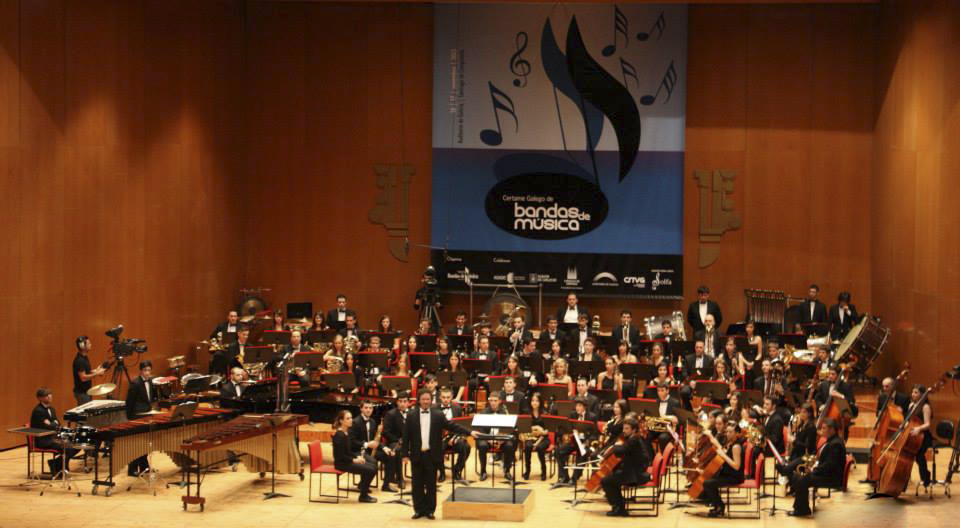
Banda de Música Municipal de Valga en el VII Certamen Gallego de Bandas de Música Populares

- 2010 Premio a la Mejor Interpretación de Obra de Temática Gallega en la 1ª Sección del IV Certamen Gallego de Bandas de Música, Junta de Galicia.
- 2011 3º Premio en la 1ª Sección del V Certamen Gallego de Bandas de Música Populares, Junta de Galicia.
- 2012 2º Premio en la 1ª Sección del VI Certamen Gallego de Bandas de Música Populares, Junta de Galicia.
- 2013 3º Premio en la 1ª Sección del VII Certamen Gallego de Bandas de Música Populares, Junta de Galicia.
- 2015 3º Premio en la 1ª Sección del IX Certamen Gallego de Bandas de Música Populares, Junta de Galicia.
- 2015 Premio a la Mejor Interpretación de Obra de Temática Gallega en la 1ª Sección del IX Certamen Gallego de Bandas de Música Populares, Junta de Galicia.

Certamen Zonal de Bandas de Música, Diputación de Pontevedra
- 2008 2º Premio en la 1ª Sección del I Certamen Zonal de Bandas de Música, Diputación de Pontevedra.
- 2009 1º Premio en la 1ª Sección del II Certamen Zonal de Bandas de Música, Diputación de Pontevedra.
- 2010 1º Premio en la 1ª Sección del III Certamen Zonal de Bandas de Música, Diputación de Pontevedra.

Certamen Nacional de Bandas Villa de Magallón (Aragón)
- 2006 3º Premio en el I Certamen Nacional de Bandas de Música Villa de Magallón

También cabe mencionar la participación en el IX Certamen Internacional de Bandas de Música de Aranda de Duero en el año 2007 y en el VII Certamen de Bandas de Música Villa de Dosbarrios en el año 2014.
"Diploma de Honor y Medalla Corporativa al Mérito Cultural concedido por la Fundación Luso-Galaica en Oporto, el 19 de julio de 2014"